# Christine Mauel
Christine Mauel, née le 1er juin 1981 à Eupen est une femme politique belge de langue allemande : d'abord brièvement pour Ecolo, ensuite conjointement pour le Mouvement Réformateur et le Partei für Freiheit und Fortschritt. Depuis 2019, elle est députée au Parlement de Wallonie.

## Biographie
Christine Mauel a étudié l'architecture à la Rheinisch-Westfälische Technische Hochschule à Aix-la-Chapelle et à l'Institut d'architecture Lambert Lombard à Liège.
Au cours de sa vie professionnelle, elle est débute en tant qu'architecte indépendante de 2004 à 2007. Elle a ensuite travaillé au sein de la Société de Logement de Service Public NosBau, agréée par la Société wallonne du logement de 2008 à 2019. Elle a d'abord été engagée au sein du service des nouveaux bâtiments et des rénovations. Elle a ensuite été promue Directrice technique en 2011 et Directrice-gérante en 2017.
En janvier 2019, Christine Mauel a été nommée tête de liste Ecolo pour l'Arrondissement de Verviers pour les élections régionales de 2019. Cependant, elle prit la décision de se retirer en tant que tête de liste un mois plus tard à la suite d'un désaccord avec la philosophie prônée par le parti écologiste.
Elle rejoint quelques semaines plus tard le MR et le PFF où elle a été nommée à la seconde place effective de la liste régionale du MR, menée par le Ministre wallon Pierre-Yves Jeholet, expliquant que sa décision de rejoindre Ecolo était précipitée. En rejoignant le PFF, elle a également été candidate aux élections au Parlement de la Communauté germanophone, menée par la Ministre germanophone Isabelle Weykmans  .
Le 26 mai 2019, Christine Mauel a été élue députée wallonne avec un score de 4.674 voix de préférence. Cependant, elle n'a pas été élue au Parlement de la Communauté germanophone. En prêtant d'abord serment en langue allemande à Namur, Christine Mauel siège en tant que membre avec voix consultative au Parlement de la Communauté germanophone mais ne peut pas siéger au Parlement de la Fédération Wallonie-Bruxelles. Elle est remplacée au sein de cette dernière assemblée successivement par Charles Gardier et par Stéphanie Cortisse, à la suite de la nomination de Pierre-Yves Jeholet en tant que Ministre-Président du Gouvernement de la Fédération Wallonie-Bruxelles.